# لوس دل فوئگو
لوس دل فوئگو (پرتغالی برزیلی: Luz del Fuego؛ ‏ ۲۱ فوریهٔ ۱۹۱۷ – ۱۹ ژوئیهٔ ۱۹۶۷) فمینیست، برهنه‌گرا و هنرمند رقص باله و استریپ‌تیز ایتالیایی‌تبار اهل برزیل بود که با مارهای زنده برنامه اجرا می‌کرد. او که مشکلی با برهنگی نداشت، مارهای پیتون را دور بدن برهنه‌اش پیچید و در کشورش مشهور به سبب همین نمایش‌ها مشهور بود.

دیوید نویس در سال ۱۹۸۲ فیلمی دربارهٔ او با لوسلیا سانتوس ساخت. در نوامبر ۲۰۱۳، یک فیلم مستند گمشده با عنوان بومی تنها توسط «بایگانی عمومی اسپریتو سانتو» پیدا شد و توسط این مؤسسه ترمیم و بهسازی شد. به دلیل شجاعت او برای رویارویی با تعصبات زمان خود در مورد برهنگی، و به دلیل پیشگامی در ایجاد نخستین باشگاه برهنه‌گرایان در برزیل، تاریخ تولد او، ۲۱ فوریه، در میان برهنه‌گرایان برزیلی به عنوان «روز برهنه‌گرایی» جشن گرفته می‌شود.